# Broomella
Broomella is een geslacht van schimmels behorend tot de familie Bartaliniaceae.

## Soorten
Volgens Index Fungorum telt het geslacht 14 soorten (peildatum maart 2024):
| Soortnaam                                  | Auteur(s)                                   | Publicatiejaar |
| ------------------------------------------ | ------------------------------------------- | -------------- |
| Broomella acuta                            | Shoemaker & E. Müll.                        | 1963           |
| Broomella annulata                         | Rehm ex Theiss.                             | 1910           |
| Broomella chlorina                         | (Cooke) Sacc.                               | 1883           |
| Broomella excelsa                          | Shoemaker & E. Müll.                        | 1963           |
| Broomella leptogiicola                     | (Cooke & Massee) Sacc.                      | 1891           |
| Broomella montaniensis                     | (Ellis & Everh.) E. Müll. & S. Ahmad        | 1955           |
| Broomella phyllocharis                     | Speg.                                       | 1891           |
| Broomella pustulata                        | I. Hino & Katum.                            | 1955           |
| Broomella ravenelii                        | (Berk.) Sacc.                               | 1883           |
| Broomella rosae                            | Wanas., Camporesi, E.B.G. Jones & K.D. Hyde | 2018           |
| Broomella tianshanica                      | Z.Q. Yuan & Z.Y. Zhao                       | 1992           |
| Broomella verrucosa                        | Shoemaker, C.E. Babc. & E. Müll.            | 1989           |
| Broomella vitalbae (Bosrankzweepdraadzwam) | (Berk. & Broome) Sacc.                      | 1883           |
| Broomella zeae                             | Rehm                                        | 1915           |